# Patrice Cauda
Patrice Cauda est un poète français né à Arles le 17 mai 1922 et mort à Levallois-Perret le 24 août 1996.

## Biographie
Il a participé à la revue Les Hommes sans épaules dans les années 1950.
Dans sa nouvelle Photos, issue du recueil Des putains meurtrières, l'écrivain chilien Roberto Bolaño le décrit ainsi : « et voici Patrice Cauda, avec sa tête à battre sa femme, qu'est-ce que je dis sa femme, sa fiancée ».

## Œuvres
- Pour une terre interdite, R. Debresse, 1952, préface de Henri Rode
- L'Épi de la nuit, éd. Debresse, 1953, réed. Saint-Germain-des-Prés, 1984
- Domaine inachevé, Les hommes sans épaules, 1954
- Poèmes pour R., Le Véhicule, 1955
- L'Heure poursuit, 1957
- Le Péché radieux, éd. Chambelland, 1961
- Mesure du cri, éd. Millas-Martin, 1961, prix François Villon
- Par des chemins inventés, éd. Chambelland, 1962
- Domaine vert, éd. P.A.B, Alès, 1962
- Elle dort, 1962
- Peut-être, éd. P.A.B., 1964, illustrations de Kumi Sugaï
- Ville étrangère, éd. Chambelland, 1964

## Pour approfondir